# Мейпл-Сіті (Мічиган)
Мейпл-Сіті (англ. Maple City) — переписна місцевість (CDP) в США, в окрузі Лілано штату Мічиган. Населення — 209 осіб (2020).

## Географія
Мейпл-Сіті розташований за координатами 44°51′20″ пн. ш. 85°51′26″ зх. д. / 44.85556° пн. ш. 85.85722° зх. д. (44.855635, -85.857256).  За даними Бюро перепису населення США в 2010 році переписна місцевість мала площу 1,12 км², уся площа — суходіл.

## Демографія
Згідно з переписом 2010 року, у переписній місцевості мешкало 207 осіб у 93 домогосподарствах у складі 56 родин. Густота населення становила 184 особи/км².  Було 97 помешкань (86/км²).
Расовий склад населення:
| - 97,6 % — білих - 0,5 % — корінних американців - 0,5 % — чорних або афроамериканців |

До двох чи більше рас належало 1,4 %. Частка іспаномовних становила 0,0 % від усіх жителів.
За віковим діапазоном населення розподілялося таким чином: 25,6 % — особи молодші 18 років, 63,3 % — особи у віці 18—64 років, 11,1 % — особи у віці 65 років та старші. Медіана віку мешканця становила 39,7 року. На 100 осіб жіночої статі у переписній місцевості припадало 102,9 чоловіків;  на 100 жінок у віці від 18 років та старших — 105,3 чоловіків також старших 18 років.
Середній дохід на одне домашнє господарство  становив 39 275 доларів США (медіана — 45 096), а середній дохід на одну сім'ю — 41 405 доларів (медіана — 45 288). За межею бідності перебувало 13,9 % осіб, у тому числі 17,7 % дітей у віці до 18 років та 0,0 % осіб у віці 65 років та старших.
Цивільне працевлаштоване населення становило 65 осіб. Основні галузі зайнятості: мистецтво, розваги та відпочинок — 26,2 %, будівництво — 26,2 %, освіта, охорона здоров'я та соціальна допомога — 20,0 %, роздрібна торгівля — 16,9 %.